# 瑞贡莱拉克
瑞贡莱拉克（法語：Jugon-les-Lacs，法語發音：[ʒyɡɔ̃ le lak]；2024年之前名为瑞贡莱拉克新市镇 (Jugon-les-Lacs - Commune nouvelle)）是法国阿摩尔滨海省的一个市镇，位于该省东部，属于迪南区。该市镇于2016年1月1日由原瑞贡莱拉克和市镇多洛合并而成。

## 地名
该市镇自2016年1月1日成立时起至2023年12月31日曾名为“瑞贡莱拉克新市镇”（Jugon-les-Lacs - Commune nouvelle，[ʒyɡɔ̃ le lak kɔmyn nuvɛl]），曾与阿鲁新市镇（Commune nouvelle d'Arrou）为法国唯二的名称中包含“新市镇”（Commune nouvelle）字样的市镇。2023年1月1日，阿鲁新市镇更名为“瓦尔迪耶尔”（Vald'Yerre）。2024年，瑞贡莱拉克新市镇也更名回“瑞贡莱拉克”（Jugon-les-Lacs）。

## 地理
瑞贡莱拉克（48°24'33"N, 2°19'16"W）面积38.03 平方千米，位于法国布列塔尼大區阿摩尔滨海省，该省份为法国西北部沿海省份，位于布列塔尼半岛北部，北濒大西洋英吉利海峡，西接菲尼斯泰尔省，南至莫尔比昂省，东临伊勒-维莱讷省。
与瑞贡莱拉克接壤的市镇（或旧市镇、城区）包括：布尔瑟勒、梅格里、普莱代利亚克、普莱内瑞贡、普莱唐、阿尔格农河畔普洛雷克、圣梅卢瓦代布瓦、塞维尼亚克、特拉曼。
瑞贡莱拉克的时区为UTC+01:00、UTC+02:00（夏令时）。

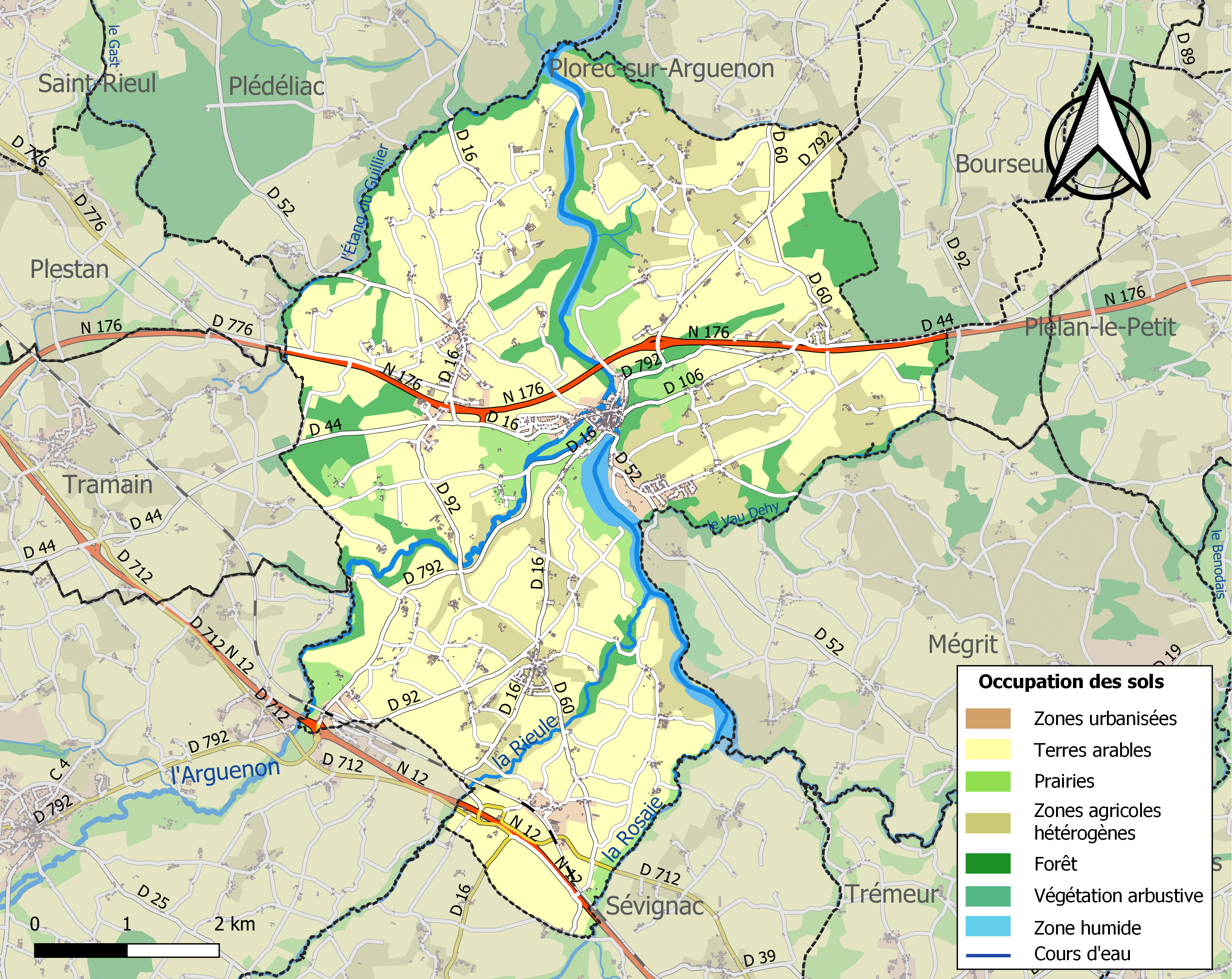
瑞贡莱拉克的OSM定位图

## 行政
瑞贡莱拉克的邮政编码为22270，INSEE市镇编码为22084。

## 政治
瑞贡莱拉克所属的省级选区为普莱内瑞贡县。

## 人口
瑞贡莱拉克于2022年1月1日时的人口数量为2528人。